# Lettische Eishockeynationalmannschaft
Die lettische Eishockeynationalmannschaft der Herren ist die nationale Eishockey-Auswahlmannschaft der Herren in Lettland. Sie wird nach der Weltmeisterschaft 2021 in der IIHF-Weltrangliste auf Platz 10 geführt.

## Geschichte
Das erste Spiel der Auswahlmannschaft fand am 27. Februar 1932 in Riga statt, als die Litauische Nationalmannschaft mit 3:0 besiegt wurde. Der höchste Sieg seither war der 32:0-Erfolg über Israel am 15. März 1993 im slowenischen Bled, während die höchste Niederlage das 0:14 gegen Kanada am 20. Januar 1935 darstellt. Topscorer des Teams ist Leonīds Tambijevs mit 154 Scorerpunkten, die meisten Einsätze verzeichnet Aleksandrs Semjonovs mit 209 Länderspielen.
Das Team wird seit 1993 durch den Lettischen Eishockeyverband betreut. Die erfolgreichsten Teilnahmen an Weltmeisterschaften seither waren in den Jahren 2000, 2004 und 2009, als die Nationalauswahl jeweils das Viertelfinale erreichen konnte. Im Mai 2006 war der Lettische Eishockeyverband Veranstalter der Eishockey-Weltmeisterschaft in der lettischen Hauptstadt Riga.
Zwischen 2011 und 2014 war Ted Nolan Nationaltrainer, der durch Harijs Vītoliņš als Co-Trainer unterstützt wurde. Ab Dezember 2016 war Bob Hartley Cheftrainer der lettischen Auswahl, seit 2021 ist es Harijs Vītoliņš.

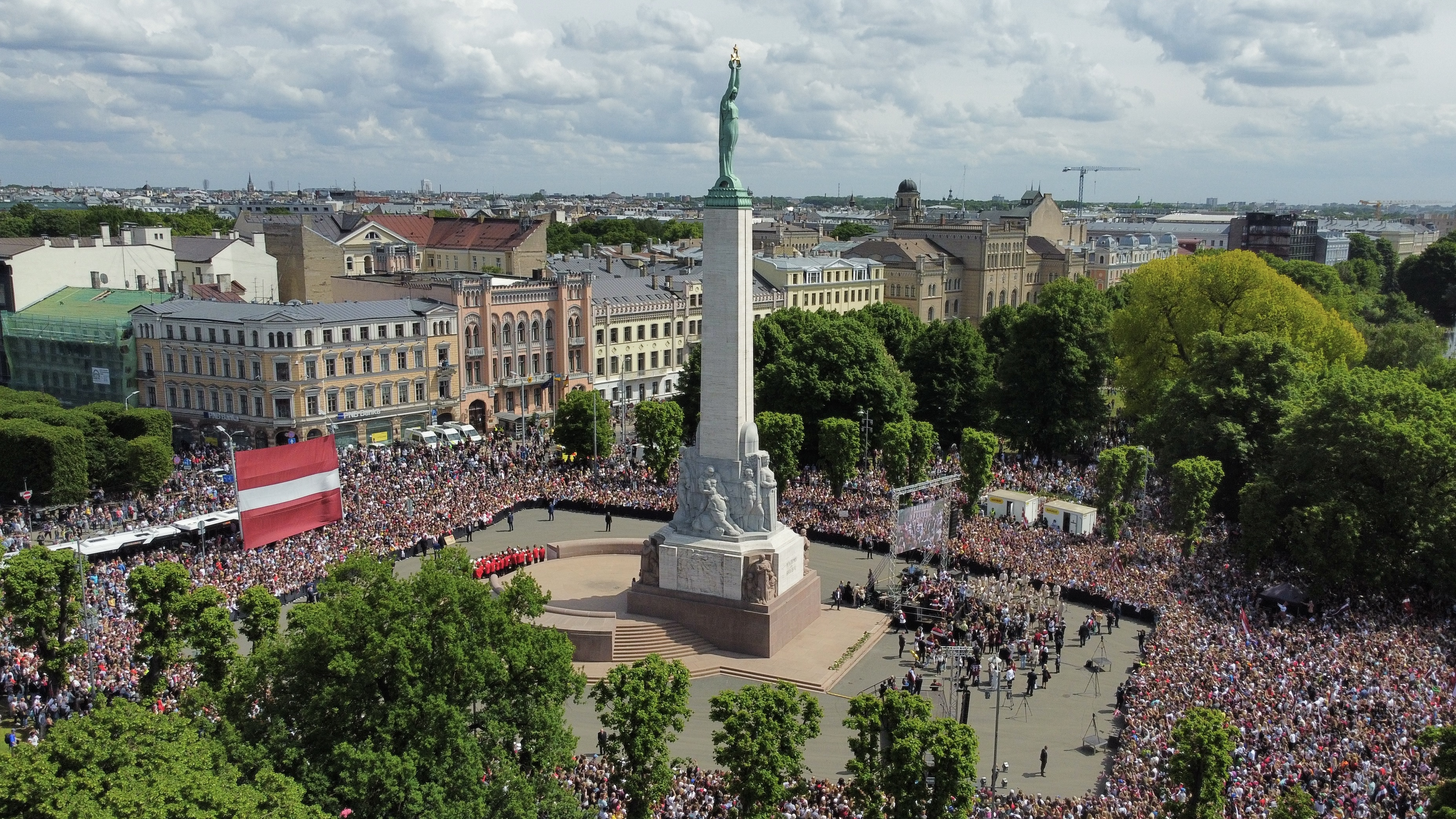
Feier zum Gewinn der Bronzemedaille vor dem Freiheitsdenkmal, 29. Mai 2023

Nach dem Gewinn der Bronzemedaille bei der Weltmeisterschaft 2023 beschloss die Saeima kurzfristig, den Tag danach (29. Mai) zum arbeitsfreien Feiertag zu erklären, um es auch den fern der Hauptstadt lebenden Letten zu ermöglichen, ihre Nationalmannschaft vor dem Freiheitsdenkmal in Riga zu feiern.

## Bekannte ehemalige Spieler
- Sandis Ozoliņš
- Helmuts Balderis
- Artūrs Irbe
- Aleksandrs Kerčs
- Olegs Znaroks
- Sergejs Žoltoks
- Harijs Vītoliņš
- Igors Pavlovs
- Leonīds Tambijevs
- Kaspars Daugaviņš
- Herberts Vasiļjevs

## Trainer seit 1993
| Zeitraum             | Trainer              | Spiele | Siege | Unentschieden | Niederlagen | Torverhältnis | Punkte |
| -------------------- | -------------------- | ------ | ----- | ------------- | ----------- | ------------- | ------ |
| 1992–1994            | Helmuts Balderis     | 34     | 25    | 2             | 7           | 256:86        | 52     |
| 1994                 | Mihails Beskašnovs   | 2      | 0     | 0             | 2           | 3:6           | 0      |
| 1995                 | Ēvalds Grabovskis    | 11     | 9     | 0             | 2           | 79:25         | 18     |
| 1996–1999            | Leonīds Beresņevs    | 56     | 36    | 7             | 13          | 275:143       | 79     |
| 1999–2001            | Haralds Vasiļjevs    | 32     | 12    | 8             | 12          | 81:76         | 32     |
| 2001–2004            | Curt Lindström       | 65     | 32    | 8             | 25          | 202:161       | 72     |
| 2004–2006            | Leonīds Beresņevs    | 32     | 25    | 3             | 14          | 112:113       | 53     |
| 2006                 | Pjotr Worobjow       | 11     | 4     | 1             | 6           | 25:35         | 9      |
| 2006–2009            | Oleg Snarok          | 37     | 15    | 0             | 22          | 98:126        | 41     |
| 2011–2014            | Ted Nolan            | 26     | 11    | 0             | 15          | 57:65         | 35     |
| 2014–2015            | Aleksandrs Beļavskis | 7      | 2     | 0             | 5           | 11:25         | 5      |
| 2015–2016            | Leonīds Beresņevs    | 7      | 1     | 0             | 6           | 13:22         | 6      |
| August–Dezember 2016 | Haralds Vasiļjevs    | 3      | 2     | 0             | 1           | 13:8          | 6      |
| 2017–2021            | Bob Hartley          | 22     | 10    | 0             | 12          | 34:47         | 32     |
| seit 2021            | Harijs Vītoliņš      | 13     | 6     | 0             | 7           | 35:29         | 17     |

## Platzierungen bei internationalen Turnieren

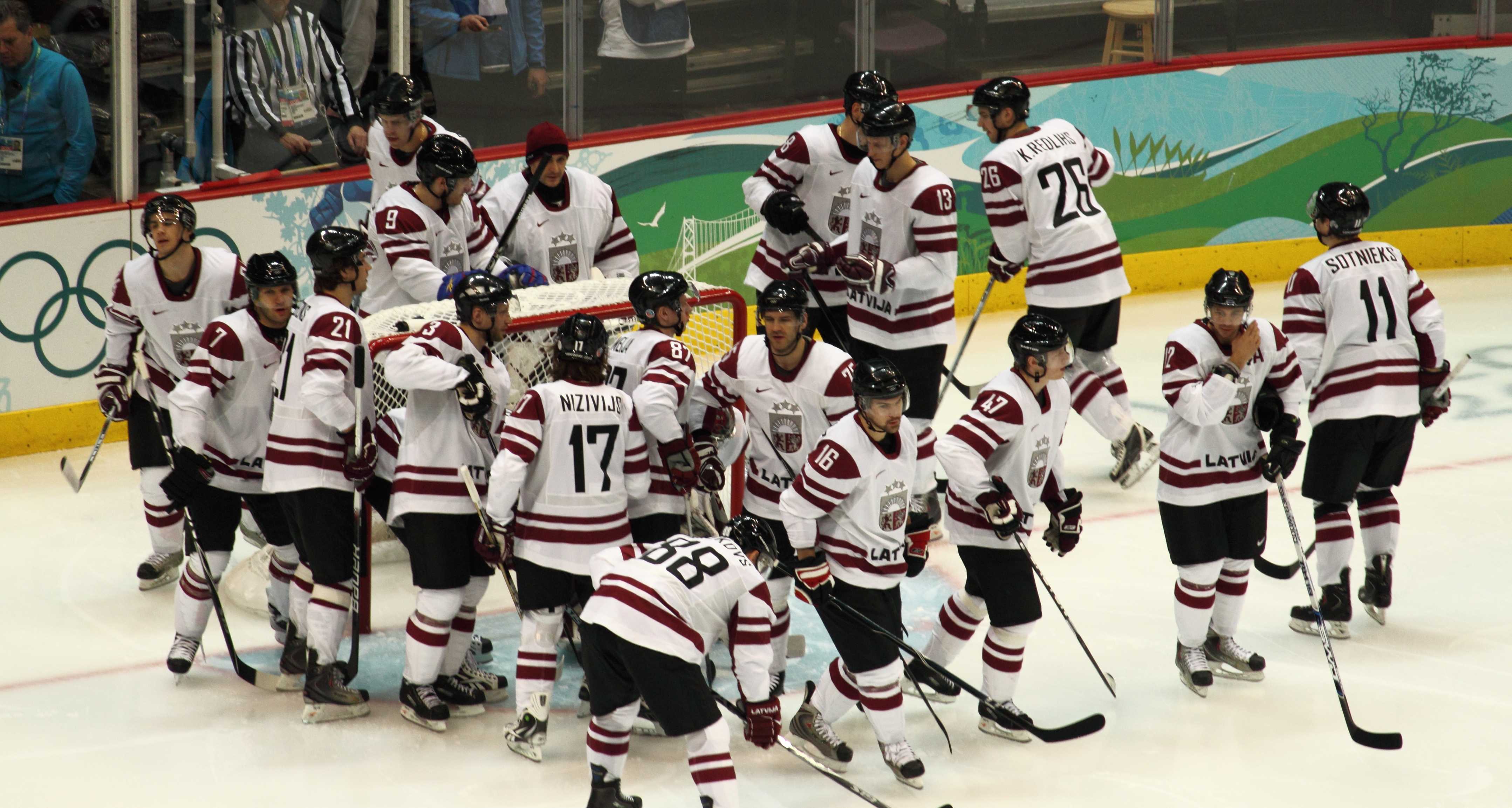
Die Lettische Nationalmannschaft bei den Olympischen Winterspielen 2010

| Jahr | Turnier        | Ort                                         | Platzierung                          |
| --- | -------------- | ------------------------------------------- | ------------------------------------ |
| 1932 | EM             | Berlin (Deutsches Reich)                    | Platz 8                              |
| 1933 | WM/EM          | Prag (Tschechoslowakei)                     | Platz 10 (WM), Platz 8 (EM)          |
| 1935 | WM/EM          | Davos (Schweiz)                             | Platz 13 (WM), Platz 12 (EM)         |
| 1936 | Olympia, WM/EM | Garmisch-Partenkirchen (Deutsches Reich)    | Platz 15 (Olympia/WM), Platz 13 (EM) |
| 1938 | WM/EM          | Prag (Tschechoslowakei)                     | Platz 10 (WM), Platz 8 (EM)          |
| 1939 | WM/EM          | Zürich, Basel (Schweiz)                     | Platz 10 (WM), Platz 8 (EM)          |
| Zwischen 1940 und 1946 wurden keine Eishockey-Weltmeisterschaften ausgetragen. |                |                                             |                                      |
| Zwischen 1947 und 1992 war Lettland als Teil der Sowjetunion kein eigenständiges Mitglied der IIHF und verfügte somit auch über keine eigenständige lettische Eishockeynationalmannschaft für internationale Turniere. (Siehe auch: Sowjetische Eishockeynationalmannschaft) |                |                                             |                                      |
| 1993 | C-WM           | Ljubljana, Bled (Slowenien)                 | C-Weltmeister, insgesamt: Platz 21   |
| 1994 | Olympia        | Lillehammer (Norwegen)                      | nicht qualifiziert                   |
| 1994 | B-WM           | Kopenhagen (Dänemark)                       | Platz 2, insgesamt: Platz 14         |
| 1995 | B-WM           | Bratislava (Slowakei)                       | Platz 2, insgesamt: Platz 14         |
| 1996 | B-WM           | Eindhoven (Niederlande)                     | B-Weltmeister, insgesamt: Platz 13   |
| 1997 | A-WM           | Helsinki, Turku (Finnland)                  | Platz 7                              |
| 1998 | Olympia        | Nagano (Japan)                              | nicht qualifiziert                   |
| 1998 | A-WM           | Zürich, Basel (Schweiz)                     | Platz 9                              |
| 1999 | A-WM           | Oslo, Hamar, Lillehammer (Norwegen)         | Platz 11                             |
| 2000 | A-WM           | St. Petersburg (Russland)                   | Platz 8                              |
| 2001 | WM             | Köln, Hannover, Nürnberg (Deutschland)      | Platz 13                             |
| 2002 | Olympia        | Salt Lake City (USA)                        | Platz 9                              |
| 2002 | WM             | Göteborg, Jönköping, Karlstad (Schweden)    | Platz 11                             |
| 2003 | WM             | Helsinki, Tampere, Turku (Finnland)         | Platz 9                              |
| 2004 | WM             | Prag, Ostrava (Tschechien)                  | Platz 7                              |
| 2005 | WM             | Wien, Innsbruck (Österreich)                | Platz 9                              |
| 2006 | Olympia        | Turin (Italien)                             | Platz 12                             |
| 2006 | WM             | Riga (Lettland)                             | Platz 10                             |
| 2007 | WM             | Moskau, Mytischtschi (Russland)             | Platz 13                             |
| 2008 | WM             | Halifax, Québec City (Kanada)               | Platz 11                             |
| 2009 | WM             | Bern, Kloten (Schweiz)                      | Platz 7                              |
| 2010 | Olympia        | Vancouver (Kanada)                          | Platz 12                             |
| 2010 | WM             | Köln, Mannheim, Gelsenkirchen (Deutschland) | Platz 11                             |
| 2011 | WM             | Bratislava, Košice (Slowakei)               | Platz 13                             |
| 2012 | WM             | Helsinki, Stockholm (Finnland, Schweden)    | Platz 10                             |
| 2013 | WM             | Helsinki, Stockholm (Finnland, Schweden)    | Platz 11                             |
| 2014 | Olympia        | Sotschi (Russland)                          | Platz 8                              |
| 2014 | WM             | Minsk (Belarus)                             | Platz 11                             |
| 2015 | WM             | Ostrava, Prag (Tschechien)                  | Platz 13                             |
| 2016 | WM             | Moskau, Sankt Petersburg (Russland)         | Platz 13                             |
| 2017 | WM             | Köln (Deutschland), Paris (Frankreich)      | Platz 10                             |
| 2018 | WM             | Kopenhagen, Herning (Dänemark)              | Platz 8                              |
| 2019 | WM             | Bratislava, Košice (Slowakei)               | Platz 10                             |
| 2021 | WM             | Riga (Lettland)                             | Platz 11                             |
| 2022 | Olympia        | Peking (Volksrepublik China)                | Platz 11                             |
| 2022 | WM             | Helsinki, Tampere (Finnland)                | Platz 10                             |
| 2023 | WM             | Riga (Lettland), Tampere (Finnland)         | Platz 3                              |
| 2024 | WM             | Prag, Ostrava (Tschechien)                  | Platz 9                              |
| 2025 | WM             | Stockholm (Schweden), Herning (Dänemark)    | Platz 10                             |